# Le Sabreur manchot

Le Sabreur manchot (The One-Armed Swordsman) est une série de films hongkongais sortis entre 1967 et 1971, réalisé par Chang Cheh. Le personnage principal dans les deux premiers films est Fang Gang, interprété par Jimmy Wang Yu, dans le dernier c'est Lei Li, interprété par David Chiang.

## Résumé

### Un seul bras les tua tous(1967)
Fang Gang, fils du serviteur dévoué Fang Cheng, est élevé, à la mort de son père, par son maître Qi Ru-feng qui le considère comme son propre fils. Alors qu'il doit lui succéder, Fang Gang éveille la jalousie de la fille de son maître qui le provoque en duel et lui tranche un bras par traîtrise. Fang Gang se réfugie chez une fermière, laissant de côté les arts martiaux jusqu'à ce qu'il apprenne que son maître est menacé

### Le Bras de la vengeance(1969)
Menant une vie paisible à la ferme, le manchot Fang Gang se voit proposer de participer à un tournoi d'arts martiaux par deux épéistes. Ayant promis à sa femme Xiao-man de ne plus se battre, il décline l'invitation. Mais il s'aperçoit rapidement que la proposition est un ultimatum. En effet, les organisateurs du tournoi, surnommés les "8 Rois" sont de redoutables combattants qui terrorisent la région depuis deux ans et exécutent quiconque refuse de participer à ces duels forcés. Gang décide de ne pas s'en mêler, jusqu'au jour où sa femme est kidnappée...

### La Rage du tigre(1971)
De sanguinaires clans d'épéistes règnent sur le territoire, laissant derrière eux de véritables champs de batailles où sont entassés de nombreux cadavres. Le jeune sabreur Lei Li se retrouve encerclé par les guerriers du clan de maître Long, envers lequel il se montre présomptueux. Défié par ce dernier, Li va perdre le duel, l'habile maître Long utilisant une technique spéciale utilisant un fléau à 3 branches. Conformément à son pari, Lei Li va se trancher le bras droit et quitter le monde des arts martiaux. Depuis ce jour, Li n'est plus qu'un simple serveur dans une auberge, devenu la risée des clients et refusant de retoucher à son sabre.

## Fiche technique
Le premier volet (Un seul bras les tua tous), réalisé par Chang Cheh, est le premier film de l'histoire cinématographique hongkongaise à accumuler un million de dollars HK et propulse Jimmy Wang Yu au rang de vedette. Deux autres volets (Le Bras de la vengeance et La Rage du tigre) racontant l'histoire d'un sabreur manchot sont également réalisées par Chang Cheh.
|                                  | Films                          | Films                   | Films                                                      |
| Un seul bras les tua tous (1967) | Le Bras de la vengeance (1969) | La Rage du tigre (1971) |                                                            |
| -------------------------------- | ------------------------------ | ----------------------- | ---------------------------------------------------------- |
| Titre original                   | Dú bì dāo                      | Dú bì dāo wáng          | Xīn dú bì dāo                                              |
| Réalisateurs                     | Chang Cheh                     | Chang Cheh              | Chang Cheh                                                 |
| Scénaristes                      | Chang Cheh                     | Chang Cheh              | Ni Kuang                                                   |
| Scénaristes                      | Ni Kuang                       |                         |                                                            |
| Musique                          | Wang Fu-Ling                   | Wang Fu-Ling            | Chen Yung-Yu                                               |
| Producteur                       | Runme Shaw                     | Runme Shaw              | Runme Shaw                                                 |
| Société de production            | Shaw Brothers                  | Shaw Brothers           | Shaw Brothers                                              |
| Sortie Hong Kongaise             | 26 juillet 1967                | 28 février 1969         | 25 mai 1994                                                |
| Sortie française                 | 3 juillet 1974                 | 12 mars 1975            | 28 juin 1973 (première sortie) 26 janvier 2005 (ressortie) |
| Durée                            | 111 minutes                    | 101 minutes             | 102 minutes                                                |
| Pays d'origine                   | Hong Kong                      | Hong Kong               | Hong Kong                                                  |
| Genre                            | Wu xia pian                    | Wu xia pian             | Wu xia pian                                                |
| Colorisation                     | Couleurs                       | Couleurs                | Couleurs                                                   |
| Son                              | Dolby Digital                  | Dolby Digital           | Dolby Digital                                              |
| Projection                       | 2.35 : 1 Cinémascope           | 2.35 : 1 Cinémascope    | 2.35 : 1 Cinémascope                                       |
| Langue originale                 | Mandarin                       | Mandarin                | Mandarin                                                   |
| Classification France            | Tous publics                   | Tous publics            | Interdit aux moins de 12 ans                               |

## Distribution
| Personnages     | Films                            | Films                          | Films                   |
| Personnages     | Un seul bras les tua tous (1967) | Le Bras de la vengeance (1969) | La Rage du tigre (1971) |
| --------------- | -------------------------------- | ------------------------------ | ----------------------- |
| Fang Gang       | Jimmy Wang Yu                    | Jimmy Wang Yu                  |                         |
| Lei Li          |                                  |                                | David Chiang            |
| Hsiao Man       | Chiao Chiao                      | Chiao Chiao                    |                         |
| Qi Ru Feng      | Tien Feng                        |                                |                         |
| Feng Chun-Chieh |                                  |                                | Ti Lung                 |
| Ling Hsu        |                                  | Tien Feng                      |                         |
| Wei Hsuan       | Huang Chung-hsin                 |                                |                         |
| Qi Pei Er       | Pan Yin-tze                      |                                |                         |
| Lu Tung         |                                  | Cheng Lei                      |                         |
| Ba Shang        | Liu Chia-liang                   |                                |                         |
| Chiao Feng      |                                  | Ku Feng                        |                         |
| Yuan Chen       |                                  | Liu Chia-liang                 |                         |
| Long Yi-zhi     |                                  |                                | Ku Feng                 |
| Ba Jiao         |                                  |                                | Li Ching                |
| Kuan Hsien      |                                  | Wu Ma                          |                         |
| Jin Yi          |                                  |                                | Wong Chung              |